# Gruchet-Saint-Siméon
Gruchet-Saint-Siméon é uma comuna francesa na região administrativa da Normandia, no departamento de Sena Marítimo. Estende-se por uma área de 2,63 km². Em 2010 a comuna tinha 707 habitantes (densidade: 268,8 hab./km²).